# Dado Coletti
Riccardo Broccoletti, mais conhecido como Dado Coletti  (Roma, 27 de agosto de 1974) é um apresentador de televisão, locutor de rádio, ator e autor de cinema, de televisão e de teatro italiano.  Atualmente é locutor em Rai Isoradio.

## Biografia
Matriculou-se na escola de Enzo Garinei, estreou-se no Teatro Sistina para continuar os estudos com cursos de mímica e dublagem.
Protagonista da televisão infantil, trabalhou em 1991 para o Disney Club, onde permaneceu até 1994, voltando um ano depois até 1999 em duplas com Francesca Barberini. Naquele ano, dirigiu também no Raiuno, o programa Big!.
Em 1999 teve sua primeira experiência como ator de televisão, com Morte di una ragazza perbene. (morte de uma garota respeitável), dirigido por Luigi Perelli. Atualmente é locutor de rádio na Rai Isoradio.

## Filmografia

### Cinema
- 1995: I laureati de Leonardo Pieraccioni
- 2001: South Kensington de Carlo Vanzina
- 2003: La mia vita a stelle e strisce  de Massimo Ceccherini

### Televisão
- Morte di una ragazza perbene, film TV (1999)
- Buongiorno, mamma!, film tv (2021)

## Televisão
- Programa anfitrião Disney Club Rai Uno
- Programa anfitrião Uno per tutti Rai uno
- Programa hospedeiro Sereno variabile

## Rádio
- Lovutor de rádio na Rai Isoradio

## Prêmios
- Telegatto para Disney Club Rai Uno (1992)